# Сарамон
Сарамо́н (фр. Saramon) — коммуна во Франции, находится в регионе Юг — Пиренеи. Департамент — Жер. Административный центр кантона Сарамон. Округ коммуны — Ош.
Код INSEE коммуны — 32412.

## География

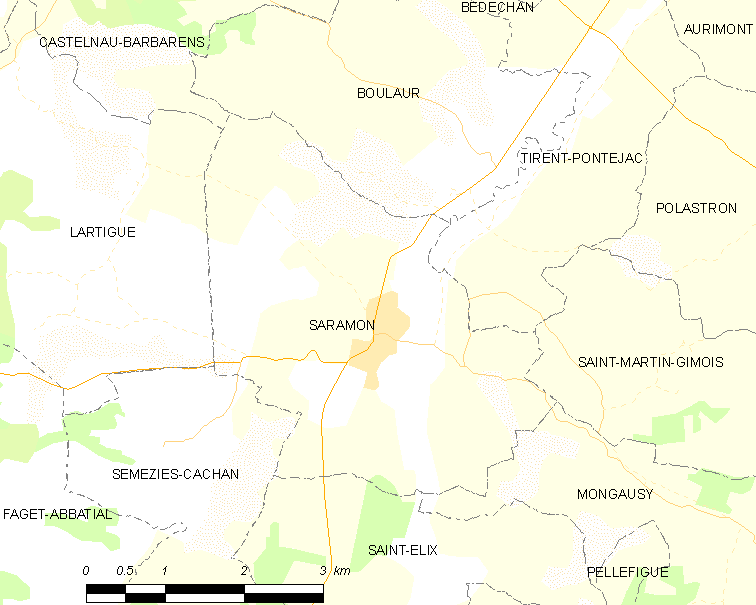
Карта коммуны

Коммуна расположена приблизительно в 610 км к югу от Парижа, в 60 км западнее Тулузы, в 20 км к юго-востоку от Оша.
По территории коммуны протекает река Жимон.

## Климат
Климат умеренно-океанический. Лето жаркое и немного дождливое, температура часто превышает 35 °С. Зимой часто бывает отрицательная температура и ночные заморозки. Годовое количество осадков — 700—900 мм.

## Население
Население коммуны на 2010 год составляло 856 человек.
| 1962 | 1968 | 1975 | 1982 | 1990 | 1999 | 2010 |
| ---- | ---- | ---- | ---- | ---- | ---- | ---- |
| 742  | 779  | 759  | 717  | 661  | 673  | 856  |

## Администрация
| Период | Период | Фамилия        | Партия                  | Примечания |
| ------ | ------ | -------------- | ----------------------- | ---------- |
| 1959   | 1971   | Жозеф Рей      |                         |            |
| 1971   | 1983   | Жан Монастрюк  | Социалистическая партия |            |
| 1983   | 2001   | Андре Лаффон   |                         |            |
| 2001   | 2020   | Жан-Пьер Салер | Разные левые            |            |

## Экономика
В 2010 году среди 494 человек трудоспособного возраста (15-64 лет) 373 были экономически активными, 121 — неактивными (показатель активности — 75,5 %, в 1999 году было 69,8 %). Из 373 активных жителей работали 352 человека (192 мужчины и 160 женщин), безработных было 21 (7 мужчин и 14 женщин). Среди 121 неактивных 30 человек были учениками или студентами, 53 — пенсионерами, 38 были неактивными по другим причинам.

## Достопримечательности
- Фонарные столбы (XVIII век). Исторический памятник с 1973 года[4]
- Здание эпохи Возрождения (XVI век). Исторический памятник с 1925 года[5]
- Здание эпохи Возрождения (XVI век). Исторический памятник с 1925 года[6]

## Фотогалерея

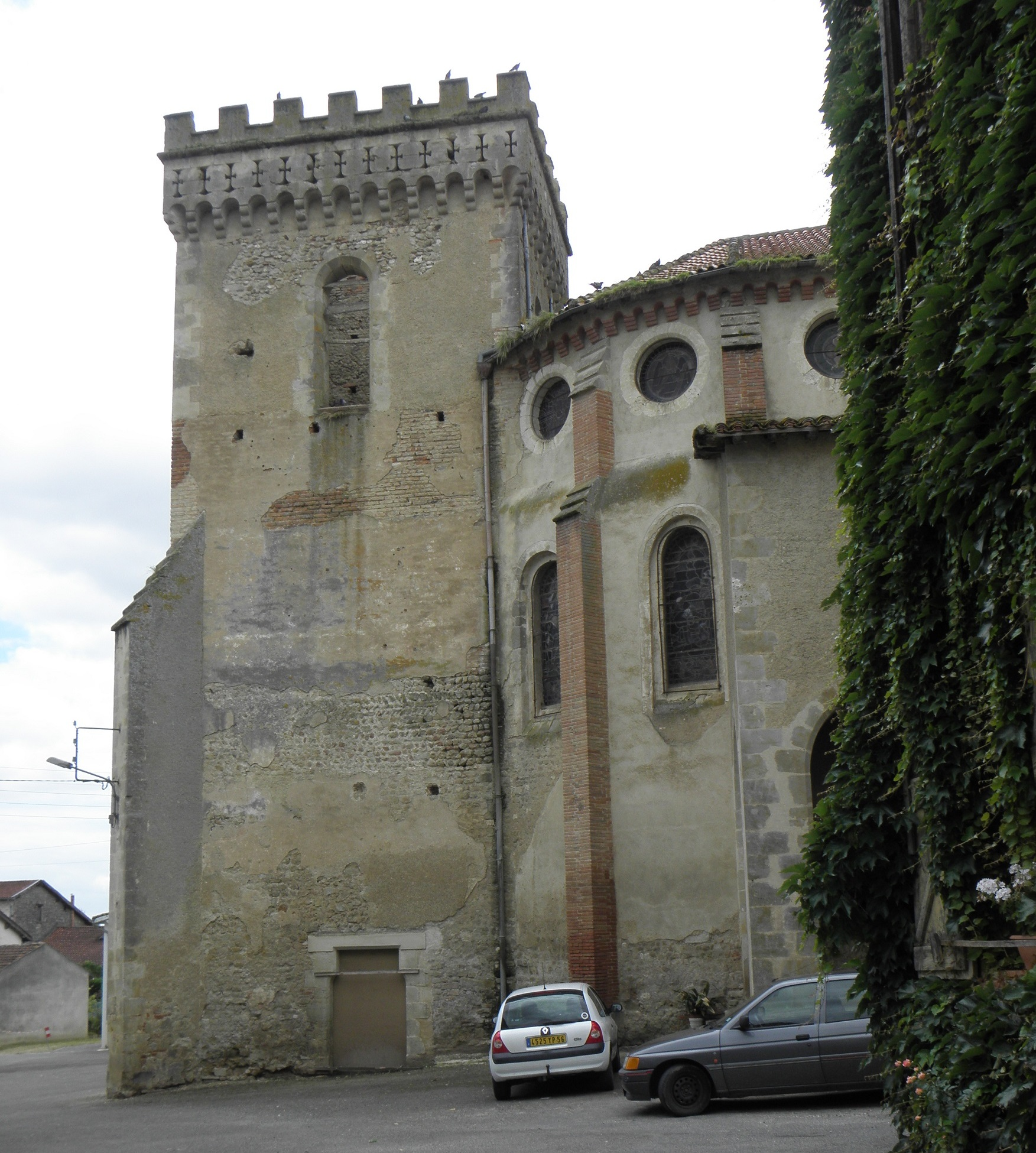
Церковь Св. Петра
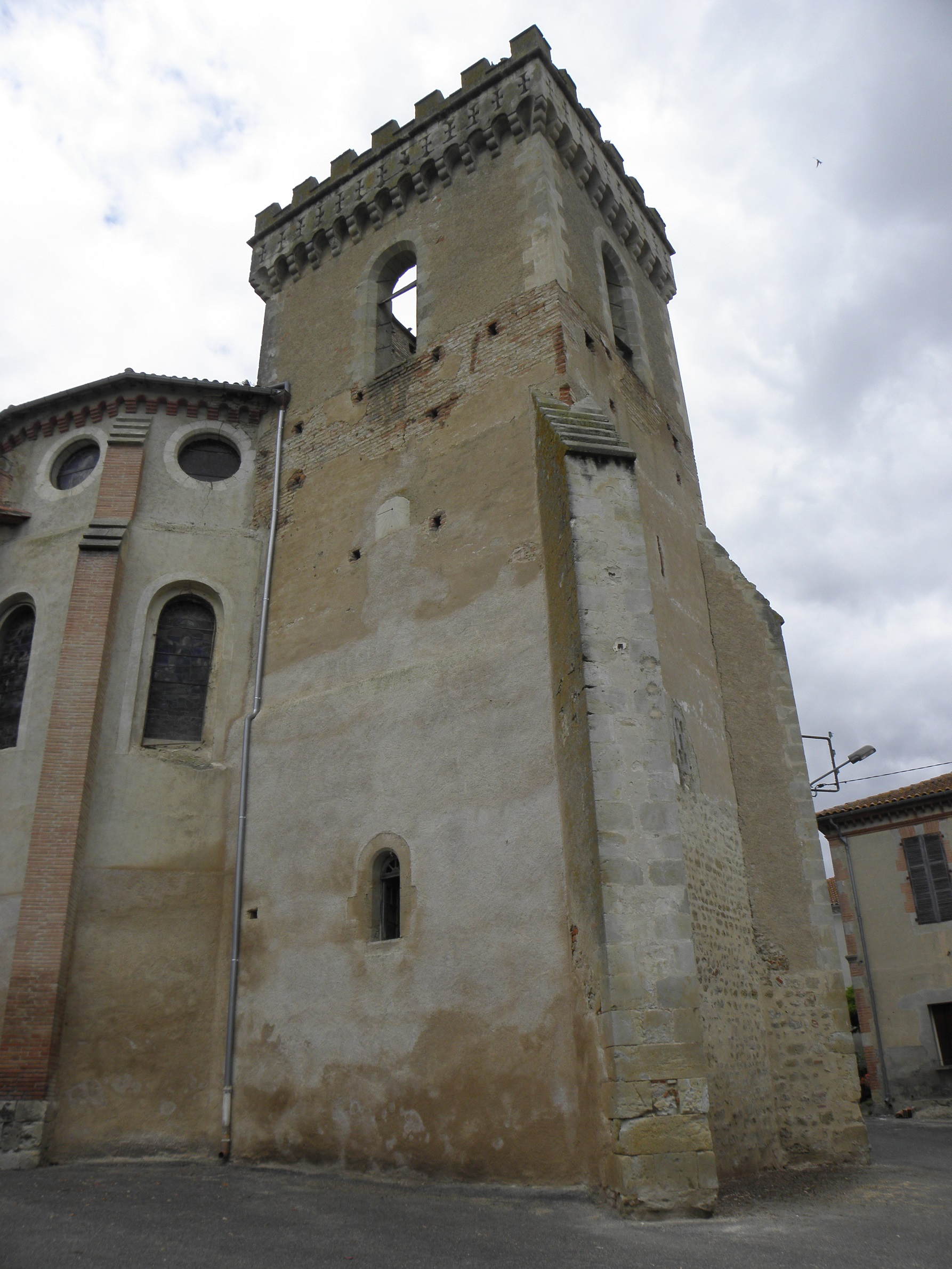
Церковь Св. Петра
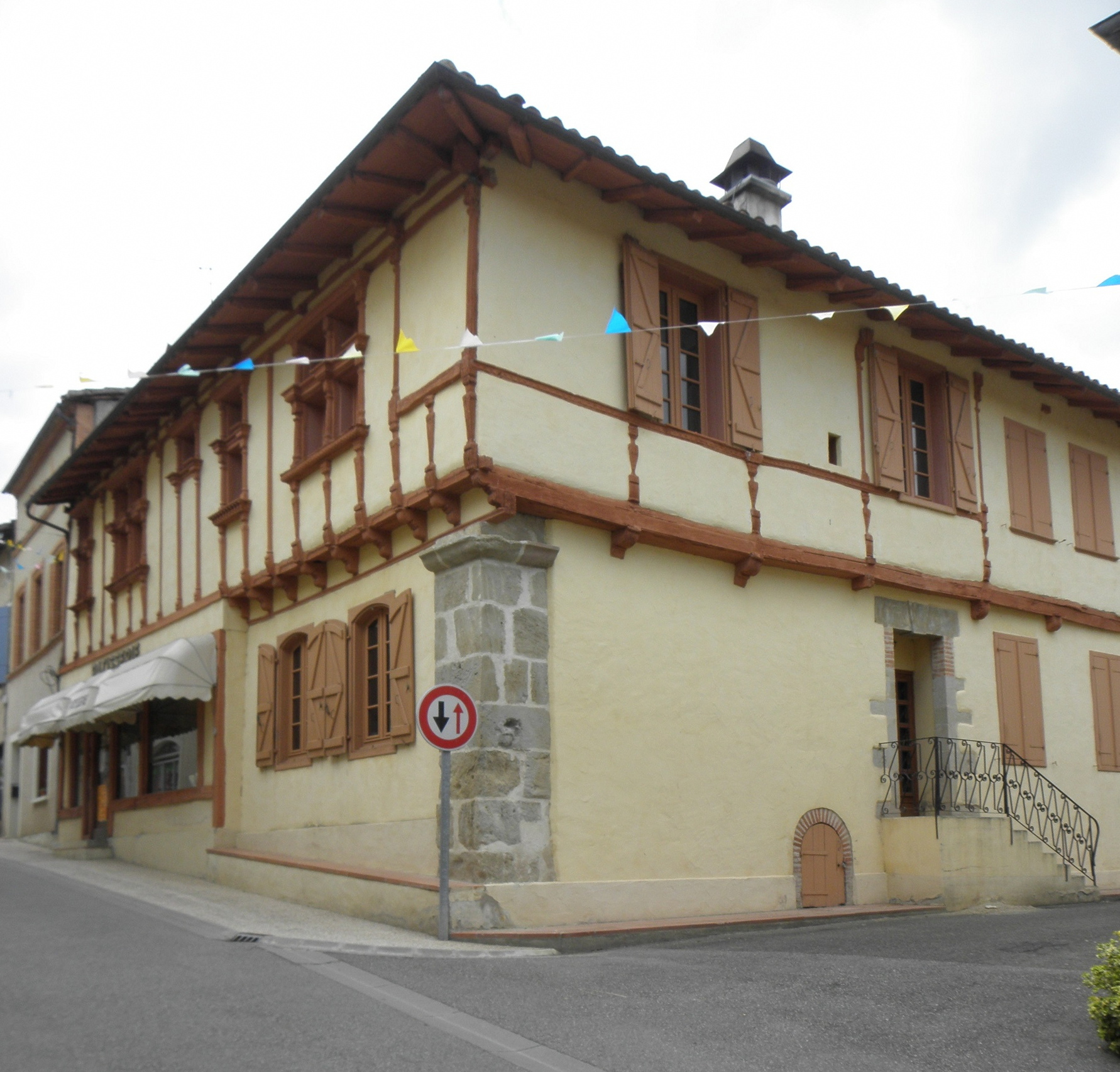
Здание эпохи Возрождения
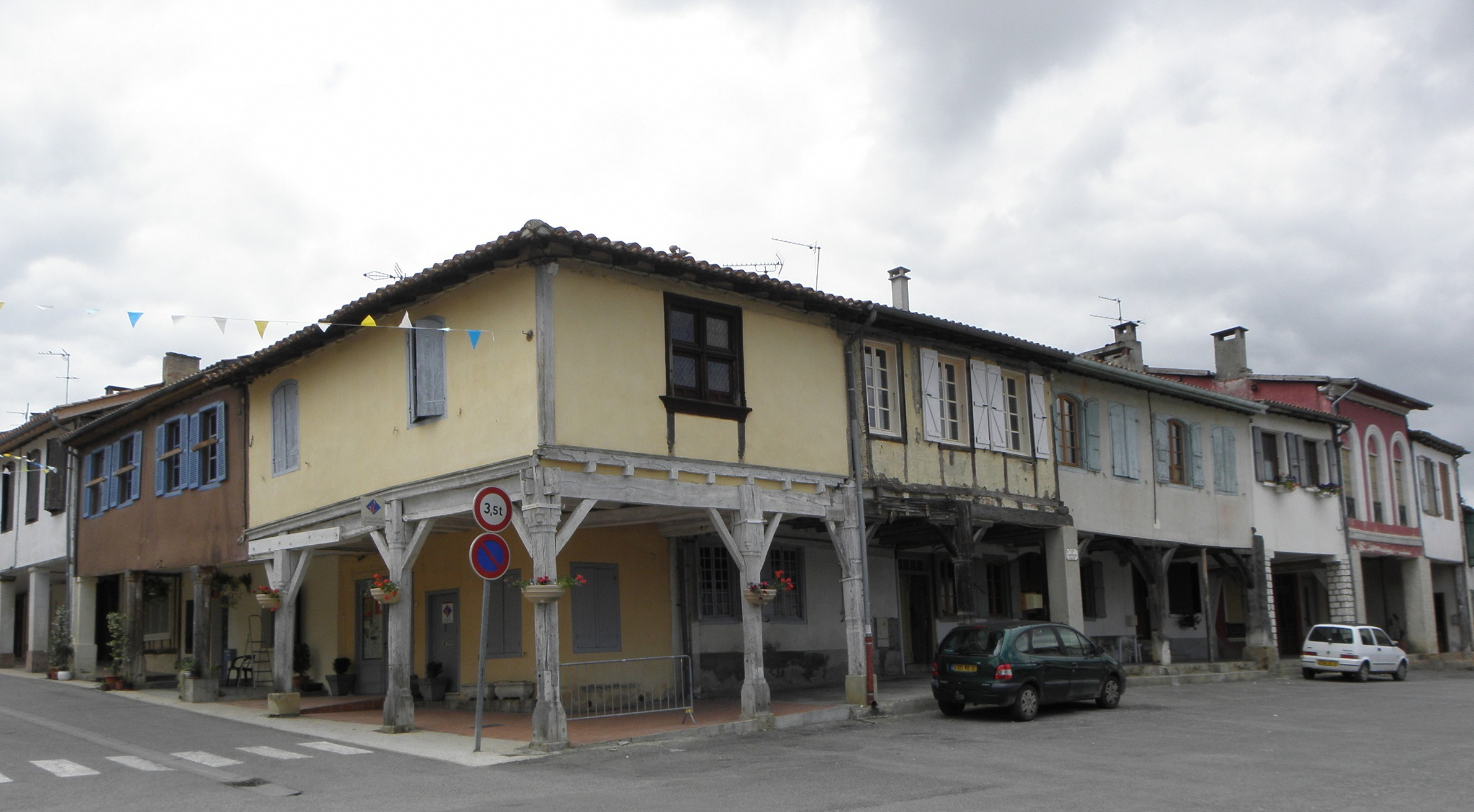
Здание эпохи Возрождения
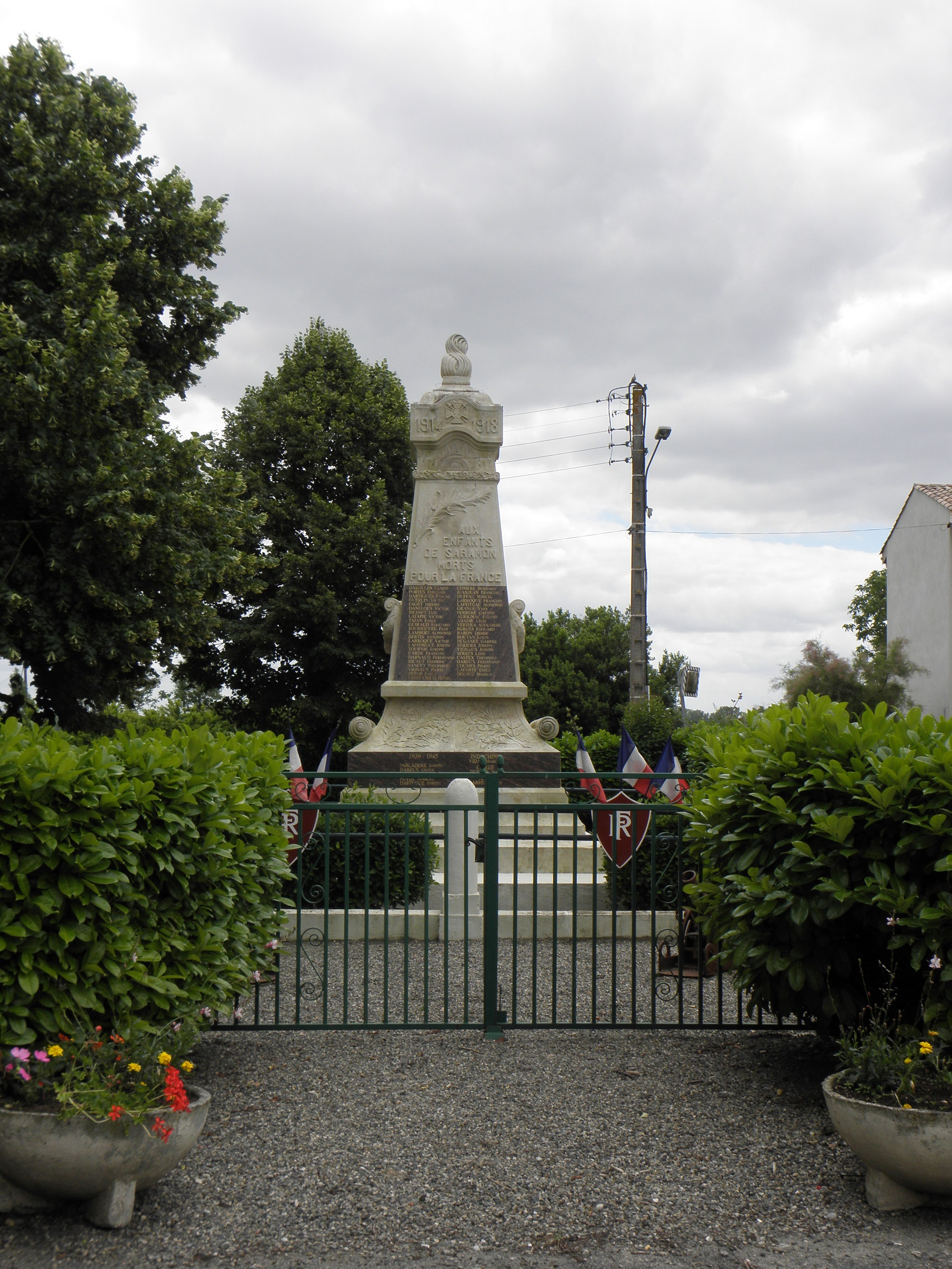
Военный мемориал
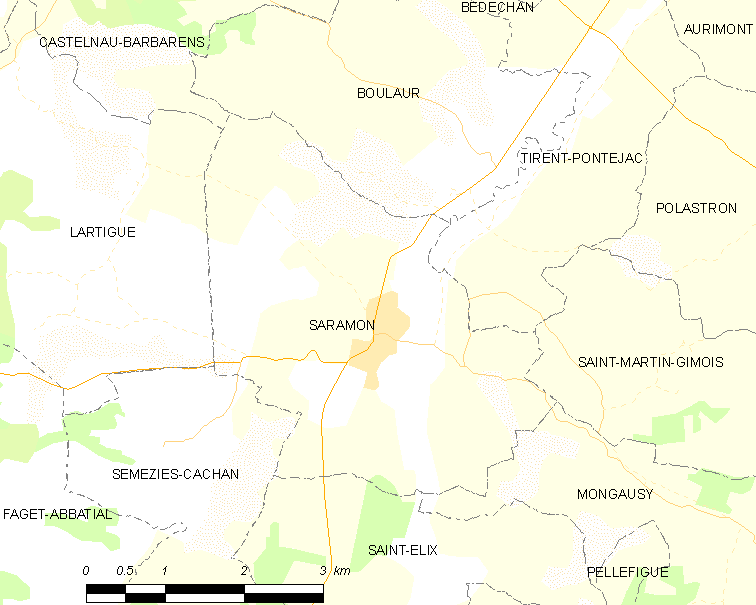
Карта коммуны